# Xã Hidewood, Quận Deuel, South Dakota
Xã Hidewood (tiếng Anh: Hidewood Township) là một xã thuộc quận Deuel, tiểu bang Nam Dakota, Hoa Kỳ. Năm 2010, dân số của xã này là 93 người.